# NHL Entry Draft 1981
NHL Entry Draft 1981 był 19. draftem NHL w historii. Odbył się w dniu 10 czerwca w Forum de Montréal w Montrealu.

## Draft 1981

### Runda 1
| # | Zawodnik            | Narodowość        | Drużyna NHL                              | Klub macierzysty                    |
| - | ------------------- | ----------------- | ---------------------------------------- | ----------------------------------- |
| 1 | Dale Hawerchuk (C)  | Kanada            | Winnipeg Jets                            | Cornwall Royals (QMJHL)             |
| 2 | Doug Smith (C)      | Kanada            | Los Angeles Kings (z Detroit Red Wings)  | Ottawa 67’s (QMJHL)                 |
| 3 | Bobby Carpenter (C) | Stany Zjednoczone | Washington Capitals (z Colorado Rockies) | St. John’s School (USHS-MA)         |
| 4 | Ron Francis (C)     | Kanada            | Hartford Whalers                         | Sault Ste. Marie Greyhounds (QMJHL) |
| 8 | Grant Fuhr (B)      | Kanada            | Edmonton Oilers                          | Victoria Cougars (WHL)              |

### Runda 2
| #  | Zawodnik          | Narodowość        | Drużyna NHL        | Klub macierzysty         |
| -- | ----------------- | ----------------- | ------------------ | ------------------------ |
| 30 | Jan Erixon (LS)   | Szwecja           | New York Rangers   | Skellefteå AIK           |
| 38 | Hannu Virta (O)   | Finlandia         | Buffalo Sabres     | TPS                      |
| 40 | Chris Chelios (O) | Stany Zjednoczone | Montreal Canadiens | Moose Jaw Canucks (SJHL) |

### Runda 3
| #  | Zawodnik         | Narodowość | Drużyna NHL                             | Klub macierzysty        |
| -- | ---------------- | ---------- | --------------------------------------- | ----------------------- |
| 46 | Dieter Hegen (C) | RFN        | Montreal Canadiens (z Hartford Whalers) | EVS Kaufbeuren          |
| 56 | Mike Vernon (B)  | Kanada     | Calgary Flames (z Boston Bruins)        | Calgary Wranglers (WHL) |

### Runda 4
| #  | Zawodnik               | Narodowość        | Drużyna NHL      | Klub macierzysty                    |
| -- | ---------------------- | ----------------- | ---------------- | ----------------------------------- |
| 72 | John Vanbiesbrouck (B) | Stany Zjednoczone | New York Rangers | Sault Ste. Marie Greyhounds (QMJHL) |

### Runda 5
| #  | Zawodnik               | Narodowość | Drużyna NHL                                 | Klub macierzysty        |
| -- | ---------------------- | ---------- | ------------------------------------------- | ----------------------- |
| 91 | Piotr Sidorkiewicz (B) | Kanada     | Washington Capitals (z Pittsburgh Penguins) | Oshawa Generals (QMJHL) |

### Runda 6
| #   | Zawodnik            | Narodowość | Drużyna NHL       | Klub macierzysty           |
| --- | ------------------- | ---------- | ----------------- | -------------------------- |
| 107 | Gerard Gallant (LS) | Kanada     | Detroit Red Wings | Sherbrooke Castors (QMJHL) |
| 113 | Marc Habscheid (C)  | Kanada     | Edmonton Oilers   | Saskatoon Blades (WHL)     |

### Runda 9
| #   | Zawodnik         | Narodowość | Drużyna NHL         | Klub macierzysty             |
| --- | ---------------- | ---------- | ------------------- | ---------------------------- |
| 184 | Len Hachborn (C) | Kanada     | Philadelphia Flyers | Brantford Alexanders (QMJHL) |

Legenda: B – bramkarz, O – obrońca, C – center, LS – lewoskrzydłowy, PS – prawoskrzydłowy.